# ريتا كاتز
ريتا كاتز (مواليد 1963) محللة إرهاب ومؤسسة مشاركة في مؤسسة البحث عن الكيانات الإرهابية الدولية وتعمل في مجموعة سايت للاستخبارات وهي شركة استخبارات خاصة مقرها في واشنطن العاصمة.
المعهد يتابع الشبكات الإرهابية العالمية وقراءتها وتوزيع الرسائل وأشرطة الفيديو وتحذيرات مسبقة من التفجيرات الانتحارية من شبكات اتصالات الجماعات الإرهابية.

## النشأة
كاتز ابنة الجاسوس الإسرائيلي الذي يتحدث اللغة العربية بطلاقة ولدت في البصرة في جنوب العراق في عام 1963 لعائلة يهودية عراقية ثرية. بعد حرب 1967 بوقت قصير استولى حزب البعث العربي الاشتراكي على السلطة في عام 1968 وتم القبض على والدها بتهمة التجسس لصالح إسرائيل. صودرت ممتلكات الأسرة من قبل الدولة ووضع بقية أفراد الأسرة تحت الإقامة الجبرية. في العام التالي أدين والد كاتز وأعدم شنقا في الساحة المركزية العامة في بغداد. وفقا لرواية خرافية عرضت الحكومة النقل المجاني للناس من المحافظات والراقصات رقصن أمام الحشد. هرب بقية عائلة كاتز إلى إيران التي يحكمها حكومة الشاه الاستبدادية ومن هناك إلى إسرائيل.
استقرت الأسرة في بلدة بات يام الساحلية. أثناء وجودها في إسرائيل خدمت كاتز في الجيش الإسرائيلي ودرست السياسة والتاريخ والدراسات الشرق الأوسطية في جامعة تل أبيب. كما التزمت بالصهيونية وكانت كاتز تتردد في ترك إسرائيل قائلة: «كنت أعتقد أن اليهود ينتمون إلى إسرائيل». ومع ذلك في عام 1997 تم منح زوج كاتز زمالة الأبحاث في الغدد الصماء في معاهد الصحة الوطنية الأمريكية وانتقلت إلى واشنطن مع أطفالهما الثلاثة. اعترفت كاتز أنها في هذا الوقت عملت في انتهاك أحكام تأشيرتها. تم اكتشافها ولكن تم اعتبارها شاهدة ضد المتهم بالاحتيال.

## المسيرة
في حوالي عام 1997 بدأت العمل في معهد أبحاث الشرق الأوسط. نتيجة لبحثها أدركت أن مؤسسة الأرض المقدسة كانت واجهة لحركة حماس. رغبت في دراسته عن كثب وحضرت جمع التبرعات بعد ارتدائها زي امرأة مسلمة. بعد ذلك بوقت قصير تنكرت مرة أخرى كامرأة مسلمة بارتداء البرقع ومعدات التسجيل لحضور مؤتمرات جمع التبرعات الإسلامية وزيارة المساجد والمشاركة في المسيرات المؤيدة للفلسطينيين في الولايات المتحدة بصفة محققة سرية من أجل فضح صلات الجماعات الإسلامية الأمريكية للجماعات الإرهابية الأجنبية.
أسست كاتز معهد سايت مع جوش ديفون في يوليو 2002 وكان يتم تمويله من قبل مختلف الوكالات الاتحادية والمجموعات الخاصة. تحلل «سجلات الشركات واستمارات الضرائب وتقارير الائتمان وأشرطة الفيديو ومواقع الإنترنت مجموعة من المواقع الاخبارية والتي تملكها وغيرها من الموارد لمؤشرات النشاط غير المشروع». قدمت معلومات عن الجماعات الإسلامية المتطرفة التي تعمل في الولايات المتحدة وأدى إلى إغلاق منظمات وترحيل أفراد وإجراء تحقيق. تنفق عدة ساعات يوميا في مراقبة غرف الدردشة على شبكة الإنترنت المحمية بكلمة مرور من قبل الإرهابيين الإسلاميين الذي يناقشون السياسة وتبادل النصائح والإعلان عن خططهم وإنجازاتهم. كاتز وزملائها الباحثين يبحثون المصادر على شبكة الإنترنت للاستخبارات ويقومون بالترجمة ثم الإرسال عن طريق البريد الإلكتروني إلى حوالي 100 مشترك. من بين المشتركين أناس في الحكومة وأمن الشركات ووسائل الإعلام. عملت مع الادعاء العام في أكثر من عشرة تحقيقات متعلقة بالإرهاب والعديد من الضباط الأمريكيين في العراق يعتمدون على رسائلها الإلكترونية على سبيل المثال القوات المتخصصة في تصميم مواقع المتفجرات المزروعة من قبل الإرهابيين.
مهمة المعهد التي شاركت في تأسيسه هي مراقبة المواقع الإسلامية المتطرفة وفضح الجماعات الإرهابية وعملت مع المحققين الفيدراليين في قضايا الإرهاب وورد اسمها في كتاب ريتشارد كلارك «ضد كل الأعداء» بعد أن ساعدت في توفير معلومات عن منظمة القاعدة للحكومة على شبكة الإنترنت. كتب كلارك مدير مكافحة الإرهاب القومي في عهد الرئيس بيل كلينتون وجورج دبليو بوش أنها وستيفن إيمرسون عملا بانتظام مع البيت الأبيض بتقديم سيل من المعلومات بشأن احتمال نشاط القاعدة داخل الولايات المتحدة التي كانت على ما يبدو غير معروفة إلى حد كبير في مكتب التحقيقات الفدرالي قبل أحداث 11 سبتمبر 2001. قدم كلارك وموظفيه أسماء مواقع الويب الراديكالي الإسلامية وهويات جماعات الواجهة الإرهابية المحتملة وأرقام الهواتف وعناوين المشتبه بهم وهي بيانات لم يكن باستطاعة كلارك الحصول عليها من أي مكان آخر في الحكومة. كما شغلت منصب مستشار في دعوى الوفاة غير المتعمد مقابل ألف مليار دولار أمريكي ضد المصالح السعودية المسؤولة عن أحداث 11 سبتمبر.
في مايو 2003 نشرت كاتز شبه سيرة ذاتية مجهولة بعنوان صادة الإرهاب: قصة غير عادية لامرأة ذهبت سرا لاختراق الجماعات الإسلامية الراديكالية العاملة في أمريكا. ظهرت في تلميح على برنامج القناة الإخبارية سي بي إس 60 دقيقة لتعزيز كتابها باستخدام اسم مستعار وهو سارة وارتدت شعر مستعار وأنف وهمي لحماية نفسها وعائلتها من أي انتقام من المجموعات التي قالت أنها على صلة بتنظيم القاعدة وحماس والجهاد الإسلامي وحزب الله. في كتابها تحاول أن تكشف ما تعتبره الجاذبية ومدى وجود الأصولية الإسلامية في أمريكا وأن الوكالات الحكومية ما زالت لا تعمل معا كفريق واحد لمكافحة الإرهاب ولكن بدلا من ذلك تقوم بإخفاء المعلومات عن بعضها البعض في محاولة لتولي التحقيقات وحتى تتعمد إبطاء التحقيقات المتعلقة بالإرهاب.
أعمال المعهد تم نشرها في صحيفتي نيويورك تايمز وواشنطن بوست مرتين في الشهر اعتبارا من عام 2006. في يناير 2007 ذكرت قناة الجزيرة أن الرابطة الوطنية للنساء الأمريكيات المسلمات تقدمت بشكوى رسمية لدى قسم الحقوق المدنية بوزارة العدل الأمريكية والقسم الجنائي وأيضا المكتب التنفيذي لوكيل وزارة العدل الأميركية في وزارة العدل الأمريكية زاعمين أنها نتيجة للمعلومات المضللة والكاذبة التي قدمت إلى الوكالات الأمريكية لإنفاذ القانون ووسائل الإعلام والهيئات الحكومية المختلفة وسعت مختلف المنظمات والأفراد اليهود بمن فيهم كاتز إلى إيجاد بيئة معادية للمسلمين في الولايات المتحدة مما أدى إلى حرمان وانتهاك الحريات المدنية الإسلامية والحقوق المدنية.
في أكتوبر 2007 تم الكشف عن أن كاتز قد اكتشفت وأرسلت لإدارة بوش نسخة من شريط فيديو لأسامة بن لادن لم يتم نشره بعد من قبل تنظيم القاعدة. أرسلت كاتز الفيديو عبر رابط خاص لصفحة موقع المعهد على شبكة الإنترنت لمستشار البيت الأبيض فريد ف. فيلدينغ وجويل باغنال نائب مساعد الرئيس لشؤون الأمن القومي. في غضون 20 دقيقة بدأت أجهزة كمبيوتر السلطة التنفيذية في تنزيل الفيديو كما أن النص المراجع ظهر بعد ساعات على شبكة فوكس نيوز. طلبت كاتز أن تبقى صفحة الويب طي الكتمان وذكرت أن نشر هذه المعلومات سيؤدي إلى القضاء على قدرة المعهد في جمع مثل هذه المعلومات من أنصار القاعدة.
قال روبرت وورث مراسل صحيفة نيويورك تايمز: «ريتا تعرف حقا عن ماذا تتحدث عن المسئولين عن الأحداث وعن مشروعات المنظمة الإرهابية وغيره».

### إثارة الجدل
في يوليو 2003 نوقش كتابها مع مجموعتين على شاشات التلفزيون وهما تراث التعليم وثقة الصفا وتم رفع دعوى عليها لكشف اسمها وهويتها. ارتف عدد الدعاوى ضدها إلى ثلاثة وجميعها مرتبطة بعملها في مساعدة الحكومة بالتحقيق مع الجمعيات الخيرية الإسلامية في شمال ولاية فرجينيا. اثنتان من الدعاوى اعتمدت على ما ورد في البرنامج التلفزيوني 60 دقيقة. قالت كاتز أنها ضحية لحملة تشويه ومحاولات لتخويفها مضيفة:
في إحدى القضايا في عام 2005 رفض القاضي الاتحادي ليوني برينكيما الدعوى المرفوعة على كاتز من قبل مدير المعهد العالمي للفكر الإسلامي إقبال أونوس وأيد الاستئناف رفض محاكمة كاتز بالإجماع من قبل لجنة من ثلاثة قضاة من المحكمة الدورية الأمريكية الرابعة في عام 2009. أمرت المحكمة أيضا أونوس دفع 41 رألف دولار أمريكي لكاتز عبارة عن رسوم قانونية.
منتقدي كاتز ادعوا بأنها تعطي الارهابيين أهمية أكبر مما كانوا سيحصلون عليه وحريصة جدا على إيجاد صلات لا وجود لها. كما يعتقد بعض الناس أيضا أن مجموعة خاصة مع موارد محدودة لا يمكنها أن تقوم بمهام الوكالات الحكومية. تذكر كاتز للمحترفين العديد من الإشارات الغائبة عنهم عن تنظيم القاعدة قبل أحداث 11 سبتمبر وأنها مجرد تملأ الفجوة. أظهرت مراجعة عام 2004 أن مكتب التحقيقات الفيدرالي وحده اعترض على آلاف الاعتراض غير المترجمة.
في عام 2015 اعتبرت كاتز الموقع الأسترالي على الإنترنت المؤيد لداعش الشاهد الأسترالي أنه يعتبر من المواقع ذات الهيبة العالية في الأوساط الجهادية على الإنترنت وبأنه جزء من النواة الصلبة من مجموعة من الأفراد الذين يبحثون باستمرار عن أهداف لأشخاص آخرين للمهاجمة". تبين لاحقا أن صاحب موقع الشاهد الأسترالي هو اليهودي الأمريكي جوشوا راين غولدبرغ الذي اعتقل من قبل مكتب التحقيقات الفدرالي.

## الأعمال

### الكتب
- صائدة الإرهاب: قصة غير عادية لامرأة ذهبت سرا لاختراق الجماعات الإسلامية الراديكالية التي تعمل في أمريكا, (as Anonymous). |Ecco, May 6, 2003. ISBN 0-06-052819-2

### بعض المقالات
- «خوادم أمريكية للإرهاب», سان فرانسيسكو كرونيكل, مع جوش ديفون، 11 أغسطس 2002
- «الحصول على الشبكة الكاملة. دعوى قضائية تساعد على فضح أكثر لتنظيم القاعدة», المراجعة الوطنية, مع جوش ديفون، 20 أغسطس 2002
- «ضعف الغرب في وقف تنظيم القاعدة», المراجعة الوطنية, مع جوش ديفون، 17 سبتمبر 2002.
- «تعاون الممولين للإرهاب: حماس والقاعدة», المراجعة الوطنية, مع جيمس ميتري، 16 ديسمبر 2002.
- «أدوات الإرهاب. الجبهة السعودية الممولة في ميشيغان», المراجعة الوطنية, مع جوش ديفون، 11 مارس 2003.
- «إنهاء تنظيم القاعدة. الحرب كثيرة الجبهات», المراجعة الوطنية, مع جوش ديفون، 20 مارس 2003.
- «لعب السلطة المحفوف بالمخاطر؛ مكتب التحقيقات الفدرالي مقابل الأمن الداخلي», المراجعة الوطنية, مع جوش ديفون، 27 مايو 2003.
- «الشبكة العالمية. ما الذي يحدث حقا في بعض دورات ألوان الولايات المتحدة», المراجعة الوطنية, مع جوش ديفون، 30 يونيو 2003.
- «WWW.JIHAD.COM; المجموعات الإلكترونية المساء استخدامها من قبل الجهاديين», المراجعة الوطنية, مع جوش ديفون، 14 يوليو 2003.
- «فتنة تنظيم القاعدة. الجهاد على المسلمين», المراجعة الوطنية, مع جوش ديفون، 6 فبراير 2004.
- «مركز العالم الجهادية. يسمونه» لندنستان«لسبب ما», المراجعة الوطنية, مع مايكل كيرن، 11 يوليو 2005
- ريتا كاتز. «إنه حقيقي؛ الجدل حول رسالة الظواهري التي توحي بأننا لا نعرف عدونا», المراجعة الوطنية, 21 أكتوبر 2005
- «مجيء موجة جديدة من الجهاد», بوسطن غلوب, 13 مارس 2006
- «الإرهابي 007، مكشوف» نسخة محفوظة 25 أكتوبر 2012 على موقع واي باك مشين., واشنطن بوست, مع مايكل كيرن، 26 مايو 2006. مراجعة
- «غصن زيتون أسامة بن لادن إلى الشيعة», بوسطن غلوب, مع جوش ديفون، 26 يوليو 2006
- «شبكة الإرهاب» نسخة محفوظة 23 أبريل 2007 على موقع واي باك مشين., فوربس, مع جوش ديفون، 7 مايو 2007
- «حق امتياز القاعدة», بوسطن غلوب, مع جوش ديفون، 22 يونيو 2007

### شهادة
- «التهديد الجهادي على الإنترنت», شهادة أمام لجنة الخدمات المسلحة في مجلس النواب. الإرهاب والتهديدات غير التقليدية والقدرات الفرعية، مجلس النواب الأمريكي، مع جوش ديفون، 14 فبراير 2007
- «التهديد الجهادي على الإنترنت», شهادة أمام لجنة الأمن الداخلي. اللجنة الفرعية للاستخبارات وتبادل المعلومات وتقييم المخاطر الإرهاب، مجلس النواب الأمريكي، مع جوش ديفون، 6 نوفمبر 2007